# Benito Nogales Cremades
Benito Nogales Cremades (Vilanova i la Geltrú, Garraf, 1 d'agost de 1965) ha estat un destacat atleta català, campió d'atletisme de Catalunya, d'Espanya i en els Jocs Iberoamericans d'Atletisme a Rio de Janeiro en 3.000 metres obstacles.

## Trajectòria esportiva
Nogales, que ha estat un especialista en curses d'obstacles, va començar a córrer al Col·legi dels Franciscans, Sant Bonaventura, de Vilanova i la Geltrú, i ha estat un dels millors atletes del Club d'Atletisme PPCD de Vilanova, on va començar, fonamentalment, la seva formació esportiva; però va arribar a competir per a una desena de clubs diferents. Durant la seva trajectòria esportiva va ser campió d'Espanya l'any 1989, el 1990 i el 1991, i campió de Catalunya entre 1986 i 1989, i també el 1993 dels 3.000 metres obstacles i campió català dels 1.500 metres l'any 1990. Participà en un Mundial el 1991, en un Campionat d'Europa el 1990, i fou campió iberoamericà dels 3.000 metres obstacles el 1990.

### Historial català
- 1988: Campió de Catalunya d'atletisme i medalla d'or en la prova de 3000 metres obstacles.
- 1989: Campió de Catalunya d'atletisme i medalla d'or en la prova de 3000 metres obstacles.
- 1990: Campió de Catalunya d'atletisme i medalla d'or en la prova de 3000 metres obstacles.
- 1991: Campió de Catalunya d'atletisme i medalla d'or en la prova de 3000 metres obstacles.
- 1991: Millor Atleta Català de l'any.
- 1992: Campió de Catalunya d'atletisme i medalla d'or en la prova de 3000 metres obstacles.
- 1993: Campió de Catalunya d'atletisme i medalla d'or en la prova de 3000 metres obstacles.
- 1994: Campió de Catalunya d'atletisme i medalla d'or en la prova de 3000 metres obstacles.
- 1995: Subcampió de Catalunya d'atletisme i medalla de plata en la prova de 3000 metres obstacles.
- 1996: Subcampió de Catalunya d'atletisme i medalla de plata en la prova de 3000 metres obstacles.

### Historial espanyol
- 1989: Campió d'Espanya d'Atletisme i medalla d'or en la prova de 3000 metres obstacles.
- 1990: Campió d'Espanya d'Atletisme i medalla d'or en la prova de 3000 metres obstacles.
- 1991: Campió d'Espanya d'Atletisme i medalla d'or en la prova de 3000 metres obstacles.
- 1992: Tercer classificat al campionat d'Espanya amb medalla de bronze en la prova de 3000 metres obstacles.
- 1993: Tercer classificat al campionat d'Espanya amb medalla de bronze en la prova de 3000 metres obstacles.
- 1994: Tercer classificat al campionat d'Espanya amb medalla de bronze en la prova de 3000 metres obstacles.
- 1995: Subcampió d'Espanya d'Atletisme i medalla de plata en la prova de 3000 metres obstacles.
- 1996: Subcampió d'Espanya d'Atletisme i medalla de plata en la prova de 3000 metres obstacles.

### Historial internacional
- 1990: Campió i medalla d'or en els Jocs Iberoamericans d'Atletisme a Rio de Janeiro, en 3000 metres obstacles.

## Darreres competicions atlètiques
En els darrers anys, va compaginar la seva tasca com a conserge de la Zona Esportiva de Canyelles i d'entrenador de grups d'infants d'escoles de la mateixa població, amb l'entrenament i la competició en proves de veterans. Així, en una de les seves darreres competicions en què va participar, el 2013, va aconseguir la medalla d'or de la categoria M45 en els 3.000 metres obstacles del Campionat de Catalunya de veterans a l'aire lliure, que es va celebrar al Maresme. El juny de 2014 es va penjar la medalla de bronze a la categoria de 3.000 metres obstacles del Campionat de Catalunya de veterans a l'aire lliure, a Mollet del Vallés.
El març del 2016, després de tota una carrera esportiva, va decidir penjar definitivament les vambes i retirar-se de la competició, però seguint vinculat al seu esport de sempreart des d'un vessant més docent, com a entrenador al Club Atletisme Canyelles.